# Accord de Linas-Marcoussis
L'accord de Linas-Marcoussis ou accord Kléber a été négocié du 15 au 26 janvier 2003 en France à Linas-Marcoussis. Cet accord visait à mettre un terme à la guerre civile de Côte d'Ivoire qui avait éclaté en septembre 2002. Autour de la table de négociations, les « Forces nouvelles » rebelles du nord et les différents partis politiques du pays étaient invités par le président français, Jacques Chirac, pour négocier à huis clos les conditions de retour à la paix. L’accord a été signé au centre des conférences internationales, avenue Kléber à Paris.

## Parties
La table ronde était présidée par Pierre Mazeaud, assisté du juge Keba Mbaye et de l’ancien Premier ministre ivoirien Seydou Diarra ainsi que des représentants d'institutions internationales telles que l'ONU, Union africaine et CEDEAO. Siégeaient à la table les partis politiques suivants : FPI, UDCY (pouvoir), MJP, MPCI, MPIGO (rébellion proche de l'opposition), PDCI-RDA, PIT, RDR, MFA, UDPCI (opposition).

## Contenu de l'accord
L'accord prévoit des mesures de deux types différents : 
- La mise en œuvre par les pouvoirs publics ivoiriens de réformes « dans les meilleurs délais »
- Une modification immédiate de la distribution des pouvoirs telle qu'organisée par la Constitution

### Les réformes à effectuer
Ces réformes et mesures sont :
- les conditions de l'éligibilité du président dans la Constitution
- l'application de la loi du 23 décembre 1998 relative au domaine foncier rural
- des recommandations concernant les médias, l’armée, les droits et libertés de la personne humaine, le regroupement, le désarmement et la démobilisation, et le redressement économique :
  - une restructuration des forces armées ;
  - la traduction devant la Cour pénale internationale des responsables d'exécutions sommaires.
  - une révision des critères d'admission à la citoyenneté, qui écarte trop d'Ivoiriens ;

De plus, des lois et règlements doivent être pris afin d'améliorer la condition des étrangers et la protection de leurs biens et personnes.

### Les mesures à application immédiate
- Restrictions du rôle de chef de l’État qui perd sa liberté de désigner le Premier ministre et de mettre fin à ses fonctions, de procéder à une très large délégation des "prérogatives de l’exécutif" au bénéfice du gouvernement et voit ses attributions militaires amputées
- Formation d'un gouvernement de « réconciliation nationale » comprenant 44 membres représentant tous les partis :
  - les rebelles du Nord obtiennent les ministères de la Défense et de l'Intérieur ;
  - le FPI obtient 10 ministères, le RDR et le PDCI, 7 chacun ;
  - le Premier ministre est nommé de manière irrévocable jusqu'aux prochaines élections ;

Cette mise sur un pied d’égalité des rebelles et du pouvoir légal indigne en Côte d’Ivoire même si elle est pourtant classique dans ce genre d’accords (voir ceux de Sun City pour l’ex-Zaïre, de Lusaka).

## Mise en œuvre
Seydou Diarra, proche de l'opposition fut nommé Premier ministre à l'issue de cette réunion, et des pouvoirs du président de la République lui furent délégués le 10 mars.
L'ONU autorisa le 4 février la CEDEAO et la France à déployer des troupes pour veiller au maintien du cessez-le-feu, conclu le 3 mai. Le 13 mai, par la résolution 1479, le Conseil de sécurité des Nations unies crée une mission en Côte d'Ivoire, la MINUCI, pour faciliter l'application de l'accord de Marcoussis, avec une composante militaire, en complément des troupes de la CEDEAO et de la France. Le 4 juillet, rebelles et gouvernement déclarent la fin de la guerre civile.
Sur le plan juridique, l’accord de Marcoussis définit de facto une nouvelle Constitution, ce qui crée une situation sans issue dans la mesure où l'état de droit prévaut toujours et que la Cour constitutionnelle ne peut que statuer sur le texte existant. 

## Tentative de réactivation
Le 30 juillet 2004, le sommet d'Accra (Ghana), organisé par l'ONU, donne un échéancier de désarmement et de solution politique à la crise qui renaît depuis le début de l'année. Il reprend l'essentiel du contenu de l'accord de Marcoussis sous le nom d’accord d'Accra. Laurent Gbagbo promet de réviser l'article 35 de la constitution qui écarte Alassane Ouattara de la présidence.
Le 9 août, les ministres rebelles limogés le 19 mai et ceux ayant quitté le gouvernement après les manifestations du 25 mars réintègrent le gouvernement. Un décret est signé par Laurent Gbagbo qui délègue de nouveaux pouvoirs au Premier ministre. Il applique ainsi l'article 53 de la Constitution prévu pour la mise en œuvre des accords Kléber.
Le 13 octobre, les Forces nouvelles (anciens rebelles) annoncent qu'elles ne se désarmeront pas comme prévu à partir du 15, à cause de l'armement massif des FANCI (Forces armées nationales de la Côte d'Ivoire).